# Гавриленков Микола Протасович
Гавриленков Микола Протасович (5 травня 1933 — 28 березня 2024) — голова правління «Хорольського молококонсервного комбінату дитячих продуктів». Понад 35 років працює в галузі виробництва сухих молочних продуктів для дітей першого року життя.

## Біографія
Народився 5 травня 1933 року в селі Чурилово Руднянського району Смоленської області (Росія). Протягом 1952—1953 років навчався в Сичовській школі механізації Смоленської області. З 1958 по 1964 рік навчався в Гур'євському технікумі молочної промисловості (Росія).
У 1964—1968 роках — старший майстер, начальник цеху на Лєпельському молочноконсервному комбінаті (Білорусь). 1968—1974 роки — головний інженер на Волковиському молочноконсервному комбінаті дитячих продуктів.
У 1971 році закінчив Московський технологічний інститут м'ясної та молочної промисловості за фахом «інженер-технолог».
З 1974 року директор, з 1993 року — голова правління ВАТ «Хорольський молочноконсервний комбінат дитячих продуктів». З 2006 року — голова наглядової ради підприємства.
Помер 28 березня 2024 года.

## Нагороди та відзнаки
- Почесна грамота Верховної Ради Білоруської РСР (1974)
- орден «Знак Пошани» (1977)
- почесне звання «Заслужений працівник промисловості Української РСР» (1983)
- орден Трудового Червоного прапора (1986)
- орден «За заслуги» 3 ступеня (1997)
- орден «За заслуги» 2 ступеня (2001)
- звання «Герой України» (19.11.2004)
- звання Почесний громадянин м. Хорола (04.02.2003)